# Nerva

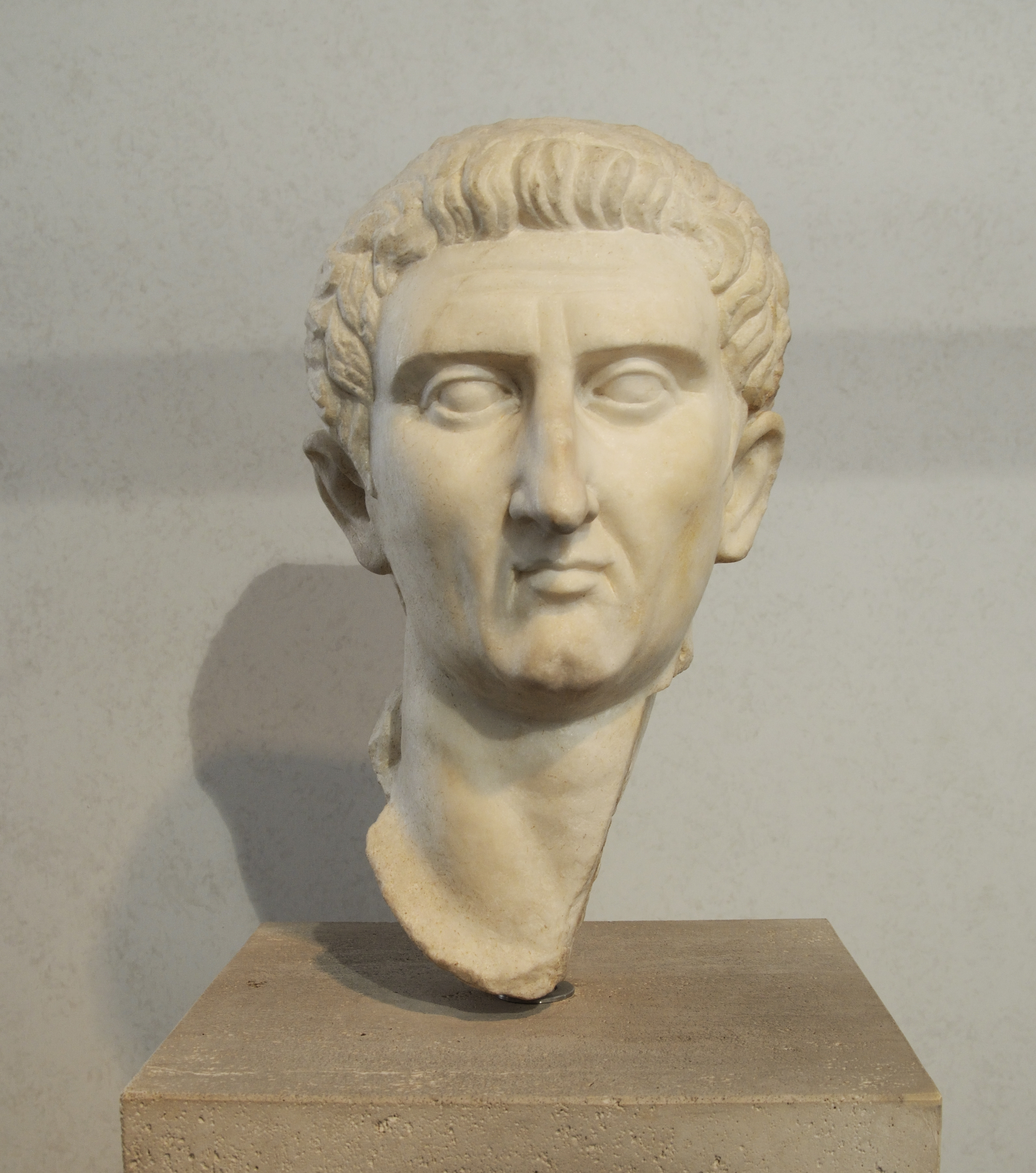
Nerva
Museo Nazionale Romano

Nerva (* 8. November 30 in Narnia in Umbrien; † 27. Januar 98 in Rom) war als Nachfolger Domitians römischer Kaiser vom 18. (oder 19.) September 96 bis zu seinem Tod. Sein vollständiger Geburtsname war Marcus Cocceius Nerva; als Kaiser führte er den Namen Imperator Nerva Caesar Augustus.

## Leben

### Karriere bis 96
Nerva entstammte wie Vespasian, der Gründer der flavischen Dynastie, der italischen Nobilität, nicht wie ihre Vorgänger der römischen. Seine Familie stammte aus der nördlich von Rom gelegenen etrurischen Stadt Narni. Sein Großvater Marcus Cocceius Nerva und Vater Marcus Cocceius Nerva waren bedeutende Juristen, mit engem Kontakt zum julisch-claudischen Kaiserhaus. Seine Mutter war Sergia Plautilla, wohl Tochter des Gaius Octavius Laenas. Ein Onkel hatte Rubellia Bassa geheiratet, die Tochter von Gaius Rubellius Blandus und Iulia Livia und damit Urenkelin des Tiberius.
Als erste Stufen von Nervas cursus honorum lassen sich nachweisen: das Priesteramt eines salius Palatinus, ein Kommando über eine Reiterschwadron und das Amt des praefectus urbi während der feriae Latinae und die Quästur (wohl als quaestor Augusti). Im Jahr 65 war er an der Aufdeckung der pisonischen Verschwörung beteiligt, eines Mordkomplottes von Senatoren gegen Kaiser Nero. Gemeinsam mit dem Prätorianerpräfekten Gaius Ofonius Tigellinus und dem Konsular Publius Petronius Turpilianus erhielt er dafür die ornamenta triumphalia, also alle Ehrungen eines Triumphators bis auf den Triumphzug selbst, der seit Augustus den Kaisern vorbehalten war. Statuen von ihm und Tigellinus wurden im kaiserlichen Palast aufgestellt – eine ganz außergewöhnliche Ehre für Personen, die nicht der kaiserlichen Familie angehörten. Eine weitere Ehrenstatue Nervas wurde auf dem Forum Romanum aufgestellt. Im Jahr 66 erreichte Nerva die Prätur. Auch nach Neros Ermordung behauptete er unter den flavischen Kaisern eine einflussreiche Stellung. Das Konsulat bekleidete er zweimal: gemeinsam mit Vespasian im Jahr 71 und mit Domitian im Jahr 90.
Nerva war nicht verheiratet.

### Kaiser

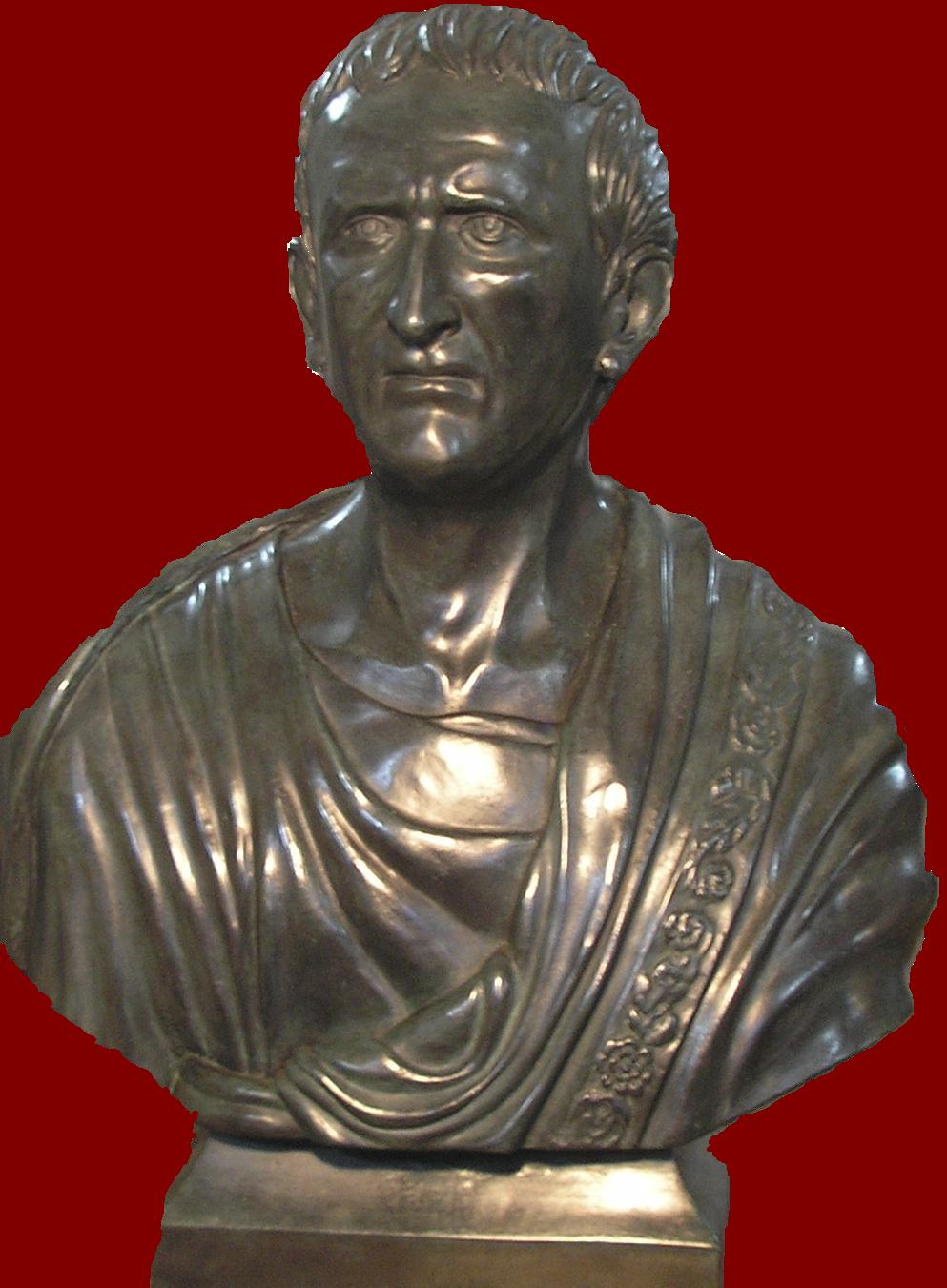
Büste von Nerva
Narni, Italien

Nach der Ermordung Domitians 96 wurde der angesehene Jurist mit Unterstützung der Verschwörer am 18. September 96 vom Senat zu dessen Nachfolger ausgerufen, weil er schon älter und zudem kinderlos war: Er galt demnach wohl als Übergangsherrscher.
In den Quellen wird Nerva Domitian positiv gegenübergestellt, den vielen Senatoren hassten und der als Tyrann gesehen wurde. Laut Tacitus verband Nerva seinen Prinzipat demonstrativ mit der Idee der Freiheit (principatum ac libertatem). Zunächst wurde über Domitian die damnatio memoriae verhängt; Senatoren, die besonders eng mit Domitian zusammengearbeitet hatten, blieben allerdings unbehelligt. Dann ließ Nerva diejenigen frei, die wegen Verrats im Gefängnis waren, verbot weitere Anklagen wegen Verrats, verbot die Majestätsprozesse und gab viel konfisziertes Eigentum zurück. Die Senatoren wurden der kaiserlichen Gerichtsbarkeit entzogen und unterlagen nur der Rechtsprechung des Senats. Im Senat wurde die geheime Abstimmung eingeführt.
Darüber hinaus schaffte er unentgeltliche Requirierungen in Italien für die staatliche Post ab. Durch große Sparsamkeit gelang es ihm, die zerrütteten Staatsfinanzen zu sanieren, wofür er auch sein eigenes Vermögen opferte. Seine mildtätige und besonnene Regierung zeigte sich u. a. in der Einrichtung staatlicher Alimentarfonds, die hilfsbedürftigen Kindern Unterhalt und Ausbildung ermöglichten. An notleidende römische Bürger wurde während seiner Herrschaft Land im Wert von 60 Millionen Sesterzen verteilt. Nerva ließ ferner den von Domitian begonnenen Bau eines neuen Forums fertigstellen, das das alte Forum Romanum mit den Kaiserforen verbinden sollte (forum transitorium oder Nervaforum). Er bestellte Sextus Iulius Frontinus zum curator aquarum und ernannte ihn 98 zum Konsul. Auch der spätere Historiker Tacitus erlangte unter seiner Regierung ein Suffektkonsulat, was ein Grund für die positive Darstellung Nervas sein dürfte.
In Wahrheit war Nervas Position offensichtlich prekär. Mitte 97 meuterte die Prätorianergarde, die er nicht (wie seine Vorgänger) mit üppigen Geldgeschenken überhäuft hatte. Nerva wurde gezwungen, die Mörder Domitians den Gardisten auszuliefern. Auch bei der Stadtbevölkerung scheint der Kaiser unbeliebt gewesen zu sein. Zugleich brach im Senat ein gefährlicher Machtkampf aus, da unterschiedliche Gruppen versuchten, ihren Kandidaten für die Nachfolge durchzusetzen. Nerva sah sich von allen Seiten bedroht und adoptierte schließlich am 27. Oktober 97 den aus Spanien stammenden Trajan, den Kommandeur der Armeen an der germanischen Grenze, der bei seinen Soldaten großes Ansehen und Rückhalt genoss, und erhob ihn zum Caesar. Damit begründete er das Adoptivkaisertum („Zeitalter der Guten Kaiser“), das jedoch entgegen früherer Anschauung nicht aus einer bewussten Abkehr vom dynastischen Prinzip und den schlechten Erfahrungen resultierte, die Rom mit manchem unzulänglichen dynastischen Nachfolger erlitt, sondern allein der kaiserlichen Kinderlosigkeit geschuldet war. Der befürchtete Bürgerkrieg zwischen Trajan und dem Statthalter Syriens blieb aus, da Marcus Cornelius Nigrinus Curiatius Maternus darauf verzichtete, sich zum Gegenkaiser ausrufen zu lassen. Zudem war ihm schon im Laufe des Jahres 97 ein Teil der Machtgrundlage entzogen worden.
Am 1. Januar 98 erlitt Nerva während einer Privataudienz einen Schlaganfall und starb drei Wochen später in seiner Villa in den Gärten des Sallust. Er war der letzte römische Kaiser, dessen Asche im Mausoleum des Augustus auf dem Marsfeld beigesetzt wurde. Sein vollständiger Titel zum Zeitpunkt seines Todes war Imperator Nerva Caesar Augustus Germanicus, Pontifex maximus, Tribuniciae potestatis III, Consul IV, Imperator II, Pater patriae.
Nach Nervas Tod wurde Trajan zum Augustus ausgerufen und folgte ihm reibungslos als Kaiser.